# La Cité des fleurs
La Cité des fleurs (titre original : City of Flowers) est le troisième tome de la série littéraire britannique Stravaganza, écrite par Mary Hoffman. L'action se déroule dans la ville de Giglia.

## Résumé
Quand il découvre un mystérieux flacon devant la porte de chez lui,Sky est loin de s'imaginer ce qui l'attend. La nuit suivante, il est transporté à travers le temps vers Giglia, qui rappelle la ville italienne de Florence.Le jeune garçon y apprend qu'il est un Stravagante et qu'il aura un rôle très important à jouer dans cet univers parallèle.
Mais Sky n'est pas au bout de ses surprises : plongé dans les intrigues d'un couvent où les moines manient les remèdes aussi bien que les poisons, il va découvrir qu'il pourrait bien ne pas être le seul Stravagante de son collège ...